# Sohei
Sohei (僧兵,Sōhei) waren boeddhistische strijder-monniken die de Japanse geschiedenis van circa 949 tot 1603 hebben beïnvloed. Dit gebeurde op sociaal terrein, maar voornamelijk op politiek - en militair vlak. Ze steunden op de steeds groter wordende invloed van de boeddhistische tempels.

## De strijder-monniken
Sohei is de term die het meest wordt gebruikt voor de Japanse strijder-monniken. Het begrip is opgebouwd uit twee karakters. Het eerste, so (僧), betekent hier 'boeddhistische priester' of 'monnik', en hei (兵) betekent 'strijder' of 'soldaat'.
(Strijder-)monnik is echter de meest correcte vertaling aangezien het grootste deel van de strijdmachten van de boeddhistische tempels in middeleeuws Japan bestonden uit bewapende arbeiders uit de grote tempelcomplexen of ingehuurde strijders die in deze laatste verbleven.

De 'gewijde' boeddhistische priester die ook gevechtsvaardigheden bezat is een populistisch beeld, maar kwam zelden voor. Dit is goed te vergelijken met de Teutonische ridders uit middeleeuws Europa die in versterkte abdijen samenleefden; dit waren de Europese 'strijder-monniken'. Ook deze ridders waren zeer zelden gewijde priesters.
Akuso is een tweede veel voorkomende benaming voor de strijder-monniken; dit betekent 'slechte monniken' of 'kwade monniken'. Deze reputatie hebben de monniken te danken aan het vele bloedvergieten dat door de eeuwen heen door hen werd veroorzaakt, aangezien de nadruk wel degelijk op het strijder- of soldaat-zijn lag bij de sohei, en de benaming monnik enkel gebruikt werd om aan te geven dat ze deel waren van een van de tempelcomplexen.
Yamabushi is een foutieve benaming die weleens gegeven wordt aan strijder-monniken. Deze term heeft enkel betrekking op aanhangers van de Shugendo-sekte en deze sekte kende geen strijders georganiseerd als strijdmachten.

## Sohei door de eeuwen heen

### Inleiding
De eerste zogeheten priesterstrijders in Japan kwamen al voor vanaf het einde van de 6e eeuw. Zij vonden hun oorsprong in de boeddhistische kloosters die vanaf de Nara periode vrijstelling hadden voor alle soorten belasting en niet onder de wetten vielen van de aristocratie. 

Nara kende acht belangrijke scholen die grote invloed uitoefenden op het keizerlijke huis en de besluitvorming binnen de staat. Bij het verhuizen van de hoofdstad in de Heian periode naar het huidige Kioto, trachtte de regering de boeddhistische sektes te omzeilen wat evenwel niet lukte. Rondom het toenmalige Heiankyo vestigden zich al snel nieuwe boeddhistische scholen. Deze scholen oefenden direct invloed uit op de hoofdstad, wat tevens tot spanning leidde tussen de Nara scholen.
Sinds de boeddhistische kloosters boven de wet stonden vonden er ook lieden die de wet overtreden hadden er een toevluchtsoord, door het toetreden in de school. Niet alleen criminelen, maar ook ex-keizers of andere vooraanstaande personen traden in de scholen.
Het boeddhisme staat bekend als godsdienst om de uiteindelijk verlichting te bereiken. Door de komst van ook dat soort mensen, groeiden de scholen aanzienlijk en kon de leer soms in twijfel worden getrokken, daar lang niet alle priesters zich hielden aan de kloostervoorschriften.
Hun machtspositie in aanmerking genomen - de monniken leefden van toelages van het keizerlijk huis terwijl ze boven de wet - is het niet verwonderlijk dat vanaf de 8e eeuw tot het hoogtepunt in de 16e eeuw de kloostermonniken uitgroeiden tot een uitzonderlijk rijke en bemoeizuchtige groep fanatiekelingen die tot grote opstanden konden komen.
Allereerst bestonden de priesterstrijders voornamelijk uit struikroverbendes die zich in de beschermende nabijheid van kloosters ophielden en later ook gebruik maakten van de voordelen van de monniken door hun eigenlijke diplomatieke onschendbaarheid.
Later trainden de monniken hun eigen militie of legers die tot grote aantallen konden groeien om hun wil op te dringen aan de keizer of aan een landheer precies zoals zij het wilden.

### Ontstaan en conflicten tussen tempels
Ryogen (912-985), de 18e abt van de Enryakuji, Tendai-school, is de oprichter van het eerste sohei-leger. Dit was een privéleger om de belangen van het klooster te verdedigen. Hij stelde 26 artikelen op waaraan de monniken moesten voldoen (970). Hierin stonden onder andere de gebruiken voor hun 12-jarige training waarin ze geen gebeden mochten onderbreken, wapens dragen, hun gezichten bedekken of lichamelijk letsel mochten toebrengen.

Onduidelijk is het of het eerste leger uit huurlingen bestond of, zoals het later geval was, uit getrainde monniken.
Waren ze in het begin nog kleine groepen van rovers, vanaf de 10e eeuw vormden de sohei geoefende legertjes die voor de volgende doeleinden ingezet werden:
- het beschermen van de tempel tegen indringers,
- het protesteren tegen beslissingen genomen buiten de school door de keizer,
- het stoppen van andere religieuze instellingen van het delen van hun privileges,
- het dwingen van het terugbetalen van leningen aan het klooster,
- het aanvallen en bestoken van burgers om hun angst en respect in te boezemen.

Deze eerste conflicten tussen en binnen boeddhistische tempels waar sohei werden ingezet in de 10e eeuw waren echter geen godsdienstoorlogen zoals in het Westen, waar vaak argumenten over doctrine's of dogma's de aanleiding waren van het conflict. In Japan was de oorsprong van het conflict enkel terug te leiden naar politiek. Van de 10e tot de 14e eeuw bleef dit laatste zo goed als de enige aanleiding bij conflicten die zich bijna exclusief afspeelden tussen en binnen de tempels van Nara en de Hieiberg.
De keizerlijke regering had meestal geen directe controle over deze tempels maar kon er toch op twee manieren invloed op uitoefenen. Ten eerste behield de keizer vaak het recht om de zasu aan te stellen en de tweede vond men aan het hoofd van tempels vaak leden van prominente families van het hof (monzeki) terug. Politieke onenigheden over de aanstellingen voor deze posten leidden tot gewapende conflicten, die uitgevochten werden door sohei.
Het eerste noemenswaardig incident betreffende geweld tussen monniken vond plaats in 949 toen 56 sohei van de Todaji-tempel uit Nara zich in Kioto verzamelden om te protesteren tegen een ongewenste aanstelling. Bij het daaropvolgende gevecht werd een aantal van de deelnemers gedood. Hierop volgde een demonstratie in 968 door sohei uit Kofukuji gericht op leden van de Fujiwara-clan, maar hier werden de wapens enkel gebruikt als intimidatie ter versterking van de religieuze angst die de monniken probeerden te veroorzaken.

Een jaar later, in 969, speelde er zich echter weer een gewapend conflict af betreffende aanspraak op tempelgronden waarbij Kokufuji-monniken werden gedood door monniken uit Todaji. De tijd van de sohei bleek aangebroken te zijn.

### Genpei-oorlog
De activiteiten van de monniken in de Genpei-oorlog zijn een uitzondering op de conflicten die zich enkel tussen de tempels afspeelden die in het vorige deel werden vermeld. In die tijd waren de leiders van de grote clans voornamelijk geïnteresseerd in het rekruteren van zo veel mogelijk troepen onder hun bevel, zodat deze ook sohei aanwierven, die hun vak als krijgers goed kenden door de onderlinge conflicten van de tempels.

In de legers van zowel de Taira als de Minamoto-clan trof men dus sohei aan tijdens de Genpei-oorlog maar ze hadden ook een grote rol in een van de eerste grote conflicten in deze oorlog, de slag van Uji.

Aan het begin van de oorlog in 1180 had de Minamoto-clan de steun van prins Mochihito, die na een gefaalde rebellie vluchtte uit Kyoto naar de tempel van Miidera, met de Taira-krijgers op zijn hielen. Deze tempel vroeg hulp aan Enryakuji en aan de tempels van Nara. Deze tempels lieten blijken dat ze hulp zouden bieden maar Enryakuji was de rivaliteit met de Naratempels nog niet vergeten en werd bovendien omgekocht door de Taira.

De Miidera en Minamoto strijdmachten trokken vervolgens naar de Naratempels om er versterking te zoeken. Maar ze werden onderschept door de Taira en de slag van Uji was het resultaat. De Miidera/Minamoto alliantie van samoerai en sohei werd verslagen en de Taira-clan stuurde na het gevecht een destructieve strijdmacht naar de Miidera-tempel. Nara zou er echter nog slechter van af komen. De Taira stuurden eerst een groep krijgers met geweldloze bedoeling maar deze werden gedood waarna hun hoofden tentoon werden gesteld aan de poorten van Kokufuji. Bij de wraakactie van de Taira-clan die hierop volgde brandde de gehele stad Nara af.

De monniken van het tempelcomplex op de Hieiberg, het enige tempelcomplex met sohei dat nog over was, raakten hierdoor bevreesd. Zo verbleef de Minamotoleider Kiso Yoshinaka in 1183 nog in Enryakuji maar durfden de monniken zich niet langer te moeien met zijn militaire campagnes.

### Kamakura- en Nanboku-cho-periode

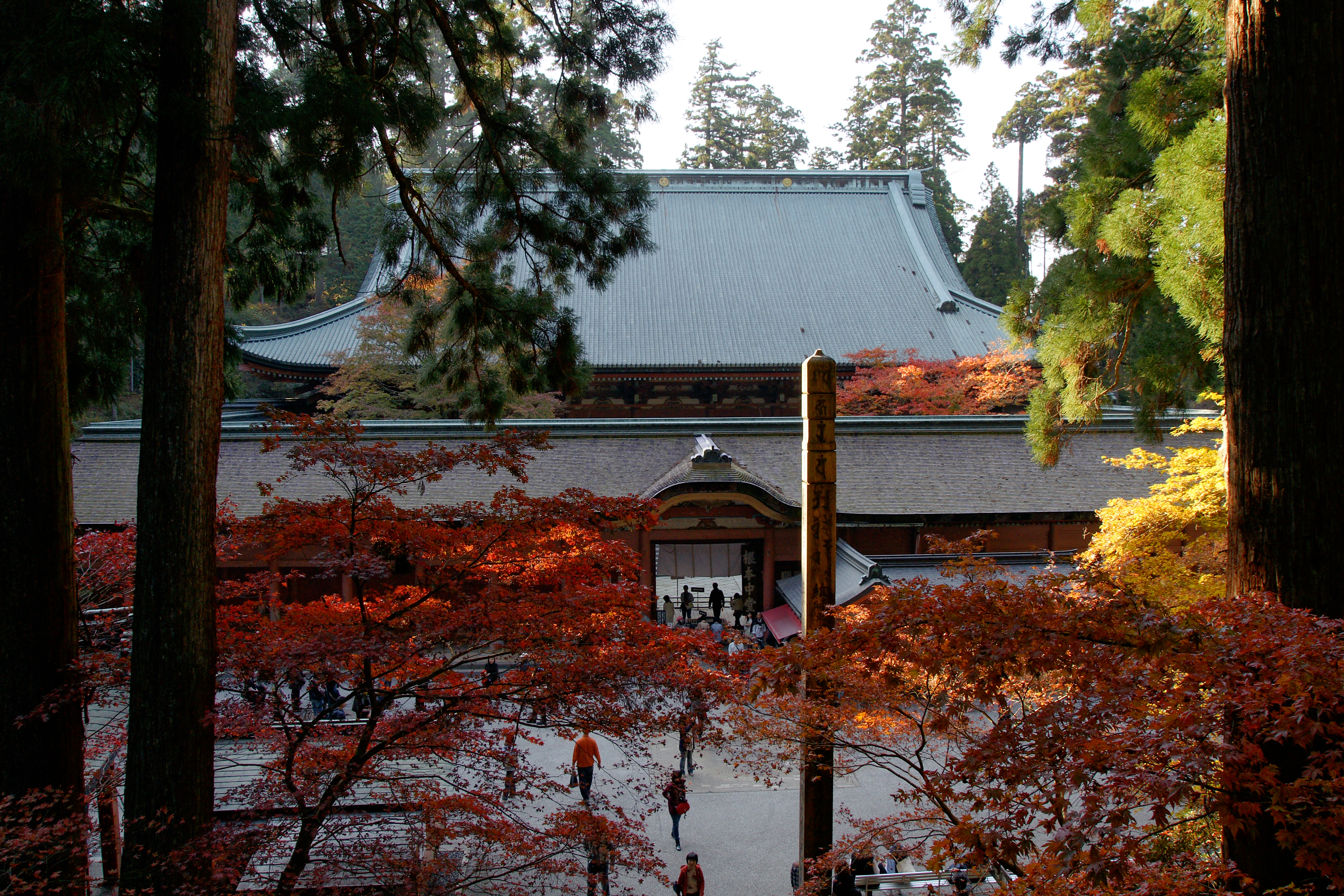
Grote hal van Enryakuji

Na hun activiteit in de Genpei-oorlog bleven de tempels een tijd afzijdig bij militaire conflicten met hun sohei. Maar dit betekende niet dat de invloed en militaire macht van de tempels voor altijd verdwenen was want deze laatste werd na de Genpei-oorlog samen met de verwoeste tempels hersteld. Dit zorgde er echter voor dat de rivaliteiten tussen de tempels terugkeerden; zo raakte Enryakuji in de loop van de 13de eeuw weer enkele keren in conflict over bepaalde aanstellingen, alhoewel het niet duidelijk is of dit ook elke keer gepaard ging met gewapende strijd. Ook de sohei uit Nara hadden een kleine invloed in de Shokyu-oorlog in 1221 maar dit was van korte duur aangezien de verwoesting uit de Genpei-oorlog bij de Nara-monniken nog vers in het geheugen lag.
De monniken van de Hieiberg mengden zich niet in deze oorlog. Maar in de Nanboku-cho-oorlogen - de oorlogen tussen de Noordelijke en Zuidelijke Dynastieën in de 14de eeuw - stelde keizer Go-Daigo zijn zoon, prins Moriyoshi aan als zasu van Enryakuji, zodat hun sohei kort meededen aan Go-Daigo's poging de macht over te nemen in 1331. In het vervolg van de oorlog werd er echter weinig tot geen gebruik meer gemaakt van sohei-strijdmachten.
Van 1367 tot 1369 was er nog sprake van een conflict tussen aan de ene kant de Nanzenji Zen-tempel en de shogun, tegenover de sohei van Miidera, Enryakuji en Kokufuji. De aanleiding hiervoor lag bij onenigheid over een tolkantoor van de Nanzenji-monniken, die als verliezers uit dit conflict kwamen.

### Ikko-ikki en Oda Nobunaga
In de jaren na hun activiteit in de Nanboku-cho-periode bleven de sohei hun gewone gang gaan door hun invloed op de politiek uit te oefenen tot op het moment van de Onin-oorlog die begon in 1467. Hier zag men de opkomst van een nieuw soort heilige strijders, het waren echter geen monniken maar vooral boeren die de rol speelden van religieuze fundamentalisten die vochten voor nieuwe populistische sektes in het boeddhisme. Deze vormden de religieus geïnspireerde opstanden die beter bekendstaan onder de naam Ikko-ikki. Deze Ikko-ikki behoorden voornamelijk tot een denominatie van het Ware Reine Landboeddhisme.
In Kioto was echter nog een nieuwe populistische sekte uitgegroeid, het Nichiren boeddhisme. Deze bezat 21 tempels in de stad die veel weg hadden van de Ikko-ikki-gemeenschappen. De Nichiren-tempels raakten vervolgens in conflict met de Ikko-ikki en voerden een aantal succesvolle veldslagen tegen hen. De oude tempels van de Hieiberg zagen deze nieuwe tempels echter als een bedreiging die zich bovendien in het hart van de macht had gevestigd. Dit resulteerde in een aanval van de Enryakuji tempel en toen hun sohei van de Hieiberg neerdaalden bleef geen enkele Nichiren-tempel in Kioto gespaard.

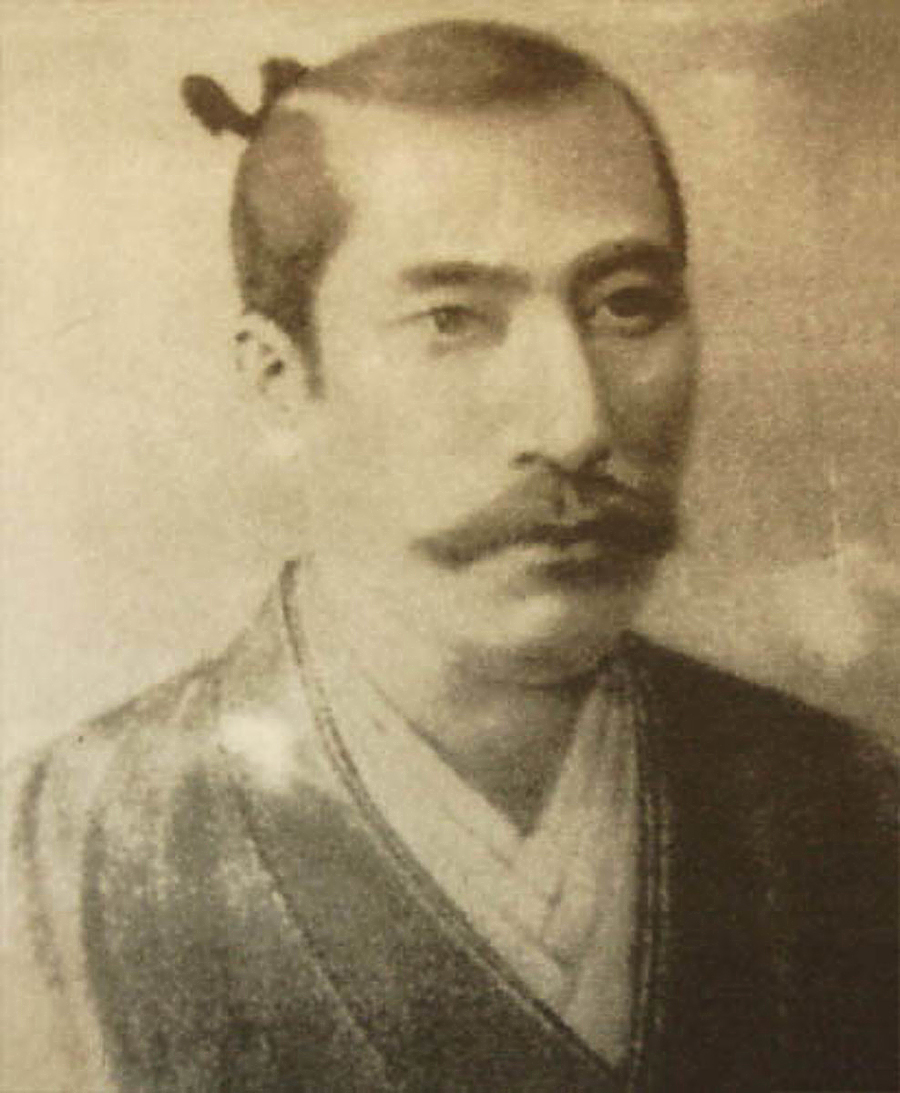
Oda Nobunaga

Na dit incident vonden de monniken op de Hieiberg hun latente militaire macht terug en zocht bondgenoten onder prominente plaatselijke daimyo. Dit waren de Azai- en Asakura (familie)-clans, geduchte rivalen van Oda Nobunaga die volop zijn plannen voor de eenmaking van Japan aan het uitvoeren was. Deze laatste versloeg de Asai- en Asakura-clans bij de slag van Anegawa (1570) en zou deze volledig hebben vernietigd indien de sohei van Hieiberg hen niet te hulp waren gesneld. Een jaar later konden de Asai en Asakura zich herstellen en hadden ze een formele alliantie gevormd met kloosters op de Hieiberg. Dit was een bedreiging die Nobunaga niet kon negeren. In 1571 trok hij met 30000 man naar de Hieiberg en omsingelde deze met zijn troepen. Toen de nacht viel was het tempelcomplex van Enryakuji in vlammen opgegaan. Nobunaga's daad zorgde ervoor dat de lijst met slachtoffers de 20000 oversteeg.

### De laatste sohei
Oda Nobunaga's aanval, die de geschiedenis zou ingaan als zijn meest beruchte daad, betekende het einde voor de sohei van Enryakuji. De monniken bouwden na verloop van tijd de tempels weer op met hulp van Nobunaga's opvolger, Toyotomi Hideyoshi, maar nooit weer zouden er hier strijdmachten van sohei verschijnen.
Ook al kunnen de strijders van de Ikko-ikki moeilijk sohei worden genoemd, het is noemenswaard te vermelden dat ook zij aan hun eind kwamen door toedoen van de shogun, in dit geval Hideyoshi in 1585. Hun tempels werden eveneens hersteld of herbouwd maar enkel als religieuze autoriteit zonder militaire macht.

## Klassen
Afgezien van de staatsstructuur is er in principe in de geschiedenis overal hetzelfde generaliserende kastensysteem te zien:
- de keizerlijke of regerende macht
- de strijdende klasse
- de geestelijke klasse
- de boeren of werklieden.

Deze vier hebben een eigen positie die verschilt van de andere door vaste kenmerken in zowel sociale als voornamelijk de manier waarop zij hun leven trachten te bewerkstelligen en waren ook herkenbaar in Japan in de vroege tijden van de 6e en 7e eeuw.
Men kan zeggen dat in Japan, de strijdende klasse boven de geestelijke klasse voor lange tijd bepaald heeft hoe de sociale en politieke structuur eruitzag. In zekere zin is dit waar, doch de geestelijke klasse kan in Japan tot zekere zin ook als strijdende klasse verheven worden.

De sohei zijn in staat geweest door machtsvertoon, gevechten of totale opstanden, de uitvoerende machtshebbers hun wil op te leggen of in ieder geval een zekere invloed te creëren op de besluitvorming van deze. Samen met de bushi vormden de priesters de dominerende bewapende klassen die de voornaamste bron van het geweld in middeleeuws Japan vormden.
In het vroeg Japan kan men drie klassen krijgers onderscheiden.
- de keizerlijke troepen
- de kenmon of samoerai
- de sohei of strijder-priesters

## Boeddhistische scholen
Tijdens de Nara-periode kon men zes scholen onderscheiden van het boeddhisme dat derdehands ingevoerd werd vanuit China, dat het oorspronkelijk van India geïmporteerd had. Deze scholen waren gesitueerd om de toenmalige hoofdstad, Heijokyo in de provincie Yamato, met als hoofdtempel de Todai-ji.
Nadat de hoofdstad naar het huidige Kioto was verplaatst, het toenmalige Heiankyo, kwamen al snel nieuwe sektes op die evenwel nog groter groeiden dan de Nara-scholen. Dit uiteraard tot ongenoegen van voorgenoemden, die hun monopoliepositie verloren aan het hof. Deze kloosters hadden hun eigen privé-legers van sohei die getraind en gedisciplineerd waren. Voornamelijk waren de Tendai-school, Nichiren-school en Jodo-school belangrijk in de gevechten.

## Dagelijkse leven en training
Authentieke bronnen die beschrijven hoe een sohei zijn dagindeling verdeelde tussen militaire training en het typische monnikenleven bestaande uit gebeden, studie en meditatie zijn zeer schaars. Enkele feiten zijn echter duidelijk; het grootste deel van de sohei had geen tempel-geloften afgelegd en concentreerde zich daarom voornamelijk op militaire training. Uit bronnen betreffende de Negoroji-tempel blijkt dat elk lid vijf tot zeven pijlen per dag moest maken en dat men een keer per week competitief trainde met boog of haakbus. Bovendien werd hun uitrusting constant in zeer goede conditie gehouden.
Gevechtstraining was meedogenloos; men zou weinig tot geen emotie getoond hebben wanneer iemand stierf tijdens de training met als resultaat hun reputatie van onbevreesde strijders op het slagveld. Deze sohei bleken ook niet terug te deinzen van stevige portie wijn, liederen en vrouwelijk gezelschap.
Bij hun dagelijkse voedsel werd het het boeddhistische verbod op vlees eveneens niet erg nauw opgevolgd. Hun voedsel was simpel maar wel zeer voedzaam, het bestond voornamelijk uit rijst, vis, groenten, zeewier, zout en fruit, soms aangevuld met verscheidene soorten vlees.

## Uitrusting

### Kleding
Het monastieke gewaad van de monniken vormde de basis van de kleding van de sohei. De onderliggende mantels waren meestal wit en de buitenste wit, tan- of saffraankleurig. Daarboven droeg men een jasje, meestal zwart, dat men vandaag nog terugvindt bij monniken.
Schoeisel bestond uit waraji, rieten sandalen, die gedragen werden over witte tabi, sokken. geta, houten klompen, werden ook soms gedragen.

Rond het hoofd werd meestal een monnikskap gedragen die enkel het gezicht zichtbaar liet en soms werd dit vervangen door een witte hachimaki, een hoofdband.
De vroege sohei gebruikten twee soorten harnassen. Het eerste was de do-maru, een borstplaat met schouderplaten, vergelijkbaar met een kogelwerend vest, die men onder de buitenste mantel droeg. Deze was opgebouwd uit metalen of leren schalen die elkaar overlapten.

Het tweede soort was de yoroi; hetzelfde soort harnas dat de samoerai droegen. Wanneer men dit laatste gebruikte zette men ook vaak de bijpassende helm op; dit zorgde ervoor dat het verschil tussen een gewone krijger en een sohei soms bijna niet te merken viel.
Het harnas evolueerde in de loop der eeuwen en in de 16e eeuw was een nieuwe versie van de do-maru de standaard geworden. De schouderplaten waren kleiner en de borstplaat was meer solide, om betere bescherming te bieden tegen kogels.

### Wapens
Aan zijn riem droeg een sohei een typisch Japans zwaard, eerst was dit van tachi vorm, een iets langere en gebogen versie van de latere katana. Het werd met de snijkant naar de grond gericht gedragen. Een tanto, een dolk, zou ook vaak tot de uitrusting hebben behoord.

Japanse handbogen werden ook gebruikt aangezien vele sohei ervaren boogschutters waren, ook op paard.
Het meest geassocieerde wapen met sohei is echter de naginata, een houten steel met een lemmet aan het einde dat gelijkaardig was aan dat van een zwaard. In de 11e en 12e eeuw werd een vorm met een langer lemmet het meest gebruikt. Vanaf 14e eeuw werden in het arsenaal van de sōhei heel wat rechte speren aangetroffen. Er is echter geen duidelijk bewijs dat dit wapen belangrijker was dan de andere in het arsenaal van de sohei - in tegenstelling tot wat vaak gedacht wordt.
Toen de Portugezen in de 16de eeuw de haakbus introduceerden in Japan, werden de tempels een van de beste klanten van de nieuwe geweermakers. Dit nieuwe wapen van de sohei was een simpel musket dat werd afgevuurd door er een brandende lont op te gooien.

## Vechtstijl

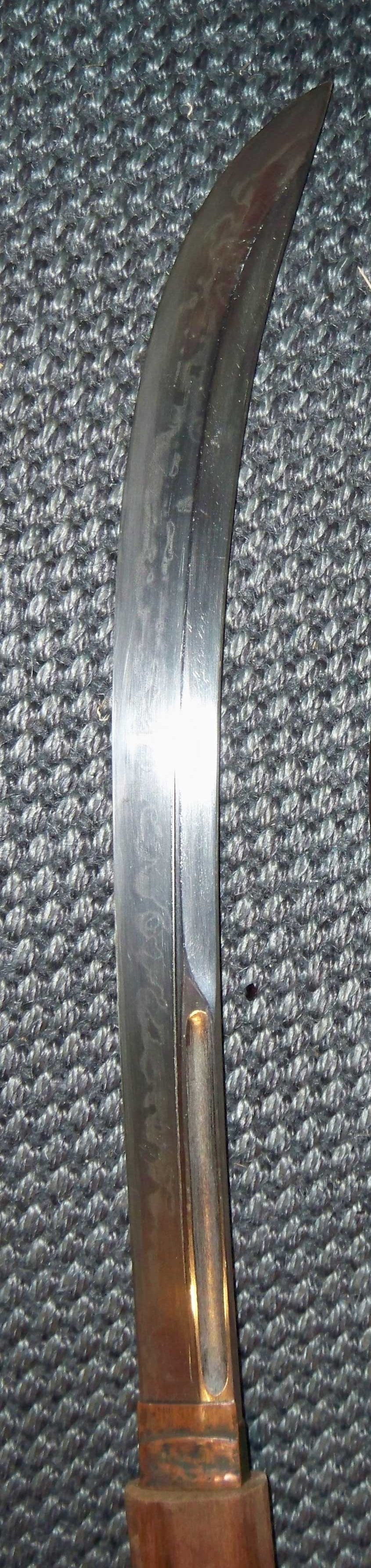
Naginata

De tactieken van de sohei-legers waren zeer gelijkaardig aan die van de gewone samoerai. Maar aangezien de naginata het vaakst met sohei wordt geassocieerd geld dat ook voor de bijpassende vechtstijl. Opwaartse slagen in de richting van de onbeschermde liezen van de vijand waren vaak voorkomende manoeuvres. Te voet werd het wapen van zij naar zij verplaatst wanneer men de vijand slagen toedeelde of men liet de naginata in het rond wervelen zoals een waterrad. Dit laatste leidde tot de vorming van legendes zoals die van Gochiin no Tajima. Te paard paste men een soortgelijke tactiek toe waarbij men recht stond in de stijgbeugels en het wapen rondom zich liet wervelen.
De Ikko-ikki legers stonden ook bekend om in hun typische fanatieke stijl de vijand te intimideren en het eigen moreel te bevorderen door middel van chanten.
In deze massale chants werden de vijanden bijvoorbeeld als kwade duivels bestempeld, wat soms tot onverwachte schermutselingen leidde tussen beide legers.
Nog enkele voorbeelden:
- Namu Amida butsu (heil tot de boeddha Amida) (南無阿弥陀仏)
- Namu Myōhō Renge Kyō (heil tot de lotus van de wonderbaarlijke wet) (南無妙法蓮華経)
- Hij die voortgaat is zeker van verlichting, hij die terugtrekt komt in de hel.
- Het paradijs is de beloning voor het sneuvelen in het gevecht.

Hun grootste psychologische wapens waren wel de draagbare schrijnen. De draagbare schrijnen (mikoshi) zorgden zeker in de tijd vóór de Sengoku-periode voor een probleem voor ieder die zich tegen de sohei wilde zetten. Het hield letterlijk in dat iedere gelovige hen niet kon aanvallen doordat ze een heiligdom bij zich droegen. Wie dat deed, viel zichzelf er direct mee aan.

Ook hier geloofde de sohei meer zelf aan en het was van blijvende steun op de moraal, op sommige incidenten na.
Tegenwoordig worden vormen van training van de sohei alleen nog in vechtsportscholen teruggevonden. Met name in de Chinese kungfu-stijlen.

## Benkei

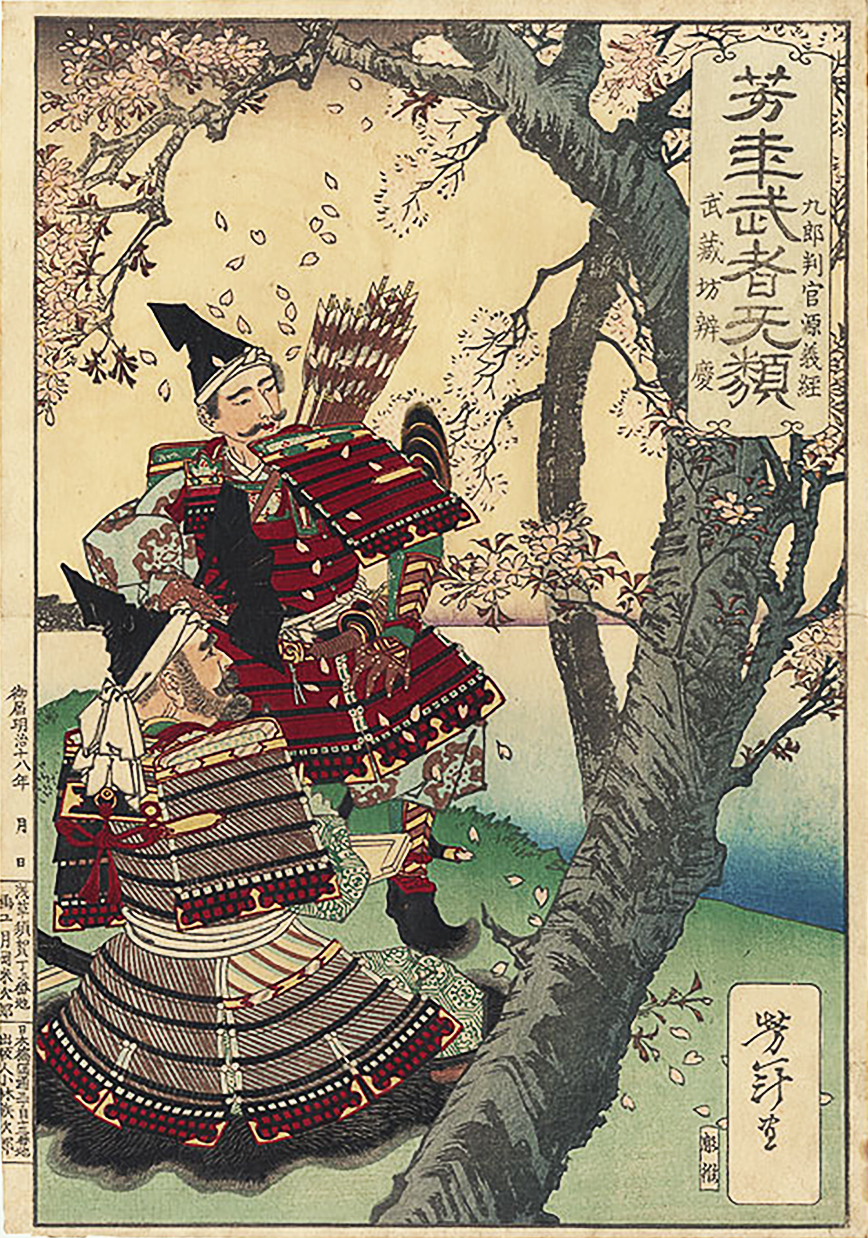
Benkei en Yoshitsune

Het stereotiepe beeld van de sohei is vaak terug te leiden naar de legende van Saitō Musashibō Benkei. Volgens de overlevering was hij eerst een lid van Enryakuji, maar werd hij verbannen wegens slecht gedrag. Vervolgens stichtte hij een eigen tempel op de Hieiberg. Maar omdat zijn schrijn geen klok had zou hij de klok van Miidera hebben gestolen hebben en deze op zijn eentje de berg op hebben gedragen. Het enige geluid dat de klok echter maakte was jammeren om terug te keren, dus liet Benkei de klok weer de berg af rollen tot in Miidera.
Het bekendste verhaal rond Benkei is echter zijn relatie met de Minamoto-generaal Yoshitsune. Ze zouden elkaar hebben ontmoet toen Benkei op de Gotobrug in Kioto alle krijgers uitdaagde. De jonge Yoshitsune was de enige was die hem wist te verslaan. Vanaf dat moment was Benkei de trouwe compagnon van Yoshitsune en vochten ze samen gedurende de Genpei-oorlog tot op het punt van hun dood bij de slag van Koromogawa (1189). Volgens de legende hield Benkei hier de vijand tegen, ook al was hij dodelijk gewond, zodat zijn meester eervol seppuku kon plegen.

## Tijdlijn
Een beschrijving van alle belangrijke acties waar sohei deel in hadden.
- 946 - Kōfuku-ji en Tōdai-ji ruziën over de tempelgronden wat resulteert in de dood van vele monniken aan de kant van de Kōfuku-ji.
- 960 - De Enryaku-ji maakt gebruik van sohei om een meningsverschil met de Gion-tempel op te lossen. (goso, gewelddadig protest)
- 981 - Een conflict tussen de twee sohei-fracties binnen Tendai over de benoeming van Yokei als abt van de Hōssho-ji.
- 989 - Opnieuw een conflict nadat de keizer Yokei benoemd had als abt van de Enryaku-ji.
- 993 - Jimon sohei branden uit wraak de tempel van de Sanmon op de Hieiberg plat waarop 1000 monniken naar Miidera vluchten.
- 1039 - Treffen tussen sohei en samoerai die geroepen waren om de Jimon bij te staan die overvallen was door de Sanmon.
- In de 11e eeuw steken de Sanmon tot vier keer toe de Jimon-tempels in brand.
- 1081 - Gezamenlijk aanval van de Sanmon en Jimon op de Kofuku-ji.
- 1095 - Duizenden sohei vechten tegen de samoerai van de Fujiwara-clan, als reactie op de inmenging door deze clan in de zaken van de tempel. Hun eerste verlies wordt omgezet in een overwinning na een tweede aanval op de hoofdstad.
- 1113 - De Sanmon valt de Kofuku-ji aan over een triviale aanstelling van een abt.
- 1124 - Opnieuw valt de Enryaku-ji de Miideratempel aan.
- 1141 - De Miideratempel wordt opnieuw in brand gestoken.
- 1146 - De sohei worden verdreven door Taira Kiyomori nadat ze zijn volgelingen hadden aangevallen, omdat die de draagbare schrijn onteerden.
- 1180 - Miidera-monniken onder leiding van Gochin no Tajima vechten samen met de Minamoto-clan in de slag van Uji. (zie ook Tsutsui Jomyo Meishu en Saka no Shiro Yogaku)
- 1183 - De sohei van de Hieiberg en de Kōfuku-ji mengen zich in de Genpei-oorlog samen met de Minamoto tegen de Taira-clan (waaronder ook Saito Musahibo Benkei). Na het verlies valt de Taira-clan de Kōfuku-ji aan en vermoord alle sohei en monniken, in totaal twintigduizend man worden vermoord.
- 1274 - Nara sohei vallen massaal Kioto binnen.
- 1367 - De Tendai sohei rukken samen op met die van de Kōfuku-ji tegen de Nanzen-ji van het zen-boeddhisme, dat door het shogunaat geprefereerd wordt om hun nieuwe poort af te breken
- 1368 - Nadat dezelfde zen-sekte een spottende tekst over de Tendai had geschreven (apen en paddenstoelen) komt het tot een treffen tussen sōhei en de samurai van het shogunaat. Wat uiteindelijk eindigt in een staakt-het-vuren.
- 1488 - De Ikkō-Ikki neemt de macht over in de provincie Kaga. De sohei vormde een eenheid die tegen de samurai op konden staan. Ze breidden hun gebied al snel uit tot omliggende territoria. De shinshu-sohei waren de eerste niet-samurai die een provincie leidden.
- 1571 Eerste aanval van Oda Nobunaga op de opstandelingen; zijn eerste leger geleid door Shibata Katsuie wordt verslagen.
- Oda Nobunaga steekt het tempelcomplex op de Hieiberg in brand, moordt de bewoners uit en zorgt voor de inperking van de Tendai-sekte. De eerste keer in de geschiedenis dat het probleem van de strijdende priesters aan de wortel wordt aangepakt.
- 1573 - Oda Nobunaga trekt zelf ten strijde, maar moet zich terugtrekken.
- 1574 - Deze keer overwint Oda Nobunaga nadat hij het Ikkō-Ikki kasteel te Ise in brand heeft gestoken met alle bewoners.
- Hierna vechten overgebleven sohei nog mee aan de zijde van Tokugawa om uiteindelijk volledig van het toneel te verdwijnen als het shogunaat gerealiseerd wordt.